# 메소스티그마
메소스티그마는 담수 녹조류 종의 하나이다. 녹조류 중에서 가장 기초적인 분류의 하나이며, 스트렙토식물문과 녹조식물문 사이의 분리되는 지점에서 다른 조류와 나뉘는 분류이다.